# Uptime

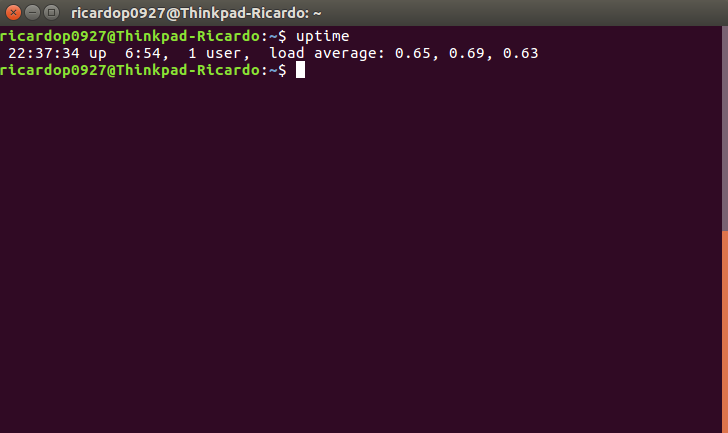
Con este comando de Linux, podemos apreciar los usuarios activos y el tiempo en línea de nuestro ordenador o servidor.

El Uptime o conocido en español como "Tiempo en línea", es el tiempo en el que una máquina o servidor se mantiene activo durante un tiempo determinado. Su opuesto lo conocemos como Downtime o "Tiempo fuera de línea". A menudo se utiliza como una medida de la fiabilidad del sistema operativo de una máquina, servidor o la estabilidad del mismo, en el que esta representa el tiempo que un ordenador puede quedar sin vigilancia sin que se dañe o que necesite ser reiniciado para fines administrativos o de mantenimiento.

## Récords
En 2005, Novell informó de un servidor con un tiempo de actividad de 6 años. A pesar de que puede sonar inusual, en la actualidad es común que eso suceda cuando los servidores se mantienen en un contexto industrial y alojan aplicaciones críticas tales como los sistemas bancarios.
Actualmente Netcraft mantiene un récord del uptime de miles de Alojamientos Web en la industria.
Un servidor que corría Novell NetWare fue reportado de estar activo durante 16 años, y solo fue apagado por un fallo en un disco duro.

## Determinando el Uptime del Sistema y valores relacionados

### En Microsoft Windows

#### Usando el Administrador de Tareas
Los usuarios de Windows Vista, Windows 7 y Windows 8 y Windows 10 pueden ver el Uptime o Tiempo de Uso (tiempo total activo desde el último arranque del sistema operativo) en el Administrador de tareas de Windows bajo la pestaña Rendimiento. El formato del Tiempo de Uso es DD : HH : MM : SS , es decir Días : horas: minutos : segundos que el sistema ha estado activo.

#### Usando "Uptime.exe"
```
C:\>
Uptime

SYSTEMNAME has been up for: 2 day(s), 4 hour(s), 24 minute(s), 47 second(s)

```

Nota: La utilidad de Windows 7 "Uptime.exe" no viene instalada por defecto en version SP1, debe descargarse, y no es un indicador fiable del tiempo de funcionamiento total. Se da la misma información del arranque que con el Administrador de tareas. En este caso, "uptime.exe" no toma el tiempo que toma en apagarse el computador y tampoco toma en cuenta el modo Hibernar de Windows. Una alternativa a esto puede ser usar "net statistics workstation".

#### Usando "net statistics" Servidor/Puesto de Trabajo para conocer fecha y hora de inicio de sistema operativo
```
C:\>
net statistics workstation 
|
 findstr 
"desde"

Estadísticas de la estación de trabajo \\NOMBREESTACION

Estadísticas desde 9/02/2021 09:25:02 PM

```

Nota: La línea que empieza con "Statistics since..." o en español "Estadísticas desde..." proporciona el tiempo desde que el servidor estuvo activo, mas precisamente, en Windows 7 proporciona el horario en que se inició el Sistema Operativo. El comando "net stats srv" es la abreviatura para "net statistics server." El texto exacto, el formato de la fecha y hora, dependerá del idioma y del Sistema Operativo Windows.

#### Relacionado, usando "Systeminfo" para conocer la fecha y hora de arranque
Los usuarios de Windows 7, Windows XP, sistemas de Windows Vista y Windows Server 2003 pueden teclear "systeminfo" en el símbolo del sistema para mostrar toda la información del sistema, incluyendo la fecha y hora del último arranque del sistema operativo en caso de que el equipo no haya hibernado.
```
C:\>
systeminfo 
|
 findstr 
"Tiempo"

Tiempo de arranque del sistema:            10/02/2021 02:31:51

```

Nota: Tenga en cuenta que el formato puede variar dependiendo del idioma del Sistema Operativo. En este caso este código ha sido tomado de Microsoft Windows con el idioma español. Además, en el caso que su computadora haya hibernado, en Windows 7 el comando suma el tiempo hibernado a la hora de arranque informada, lo cual hace el resultado confuso e incierto (verificado en Windows 7 SP1), esto está reportado desde al menos 2009.
1. ↑  «Windows 7 systeminfo reporting incorrect System Boot Time?».

#### Relacionado, usando "WMI" para conocer la fecha y hora de arranque
La fecha y hora del último arranque puede determinarse a través de Windows Management Instrumentation  (Instrumental de administración de Windows) en caso que el equipo no haya hibernado. Puede ser ejecutado vía command-line CMD (Interfaz de línea de comandos):
```
C:\>
wmic os get lastbootuptime

LastBootUpTime

20110508161751.822066+060

```

Brinda la misma información que Systeminfo pero la fecha y hora está en el formato yyyymmddhhmmss.nnn, por lo que este es un equipo que encendió el 8 de mayo de 2011 a las 16:17.822. WMI también se puede utilizar para encontrar el tiempo de arranque de los ordenadores remotos (Necesita permisos de Windows), por ejemplo con WMIC:
```
C:\>
wmic /node:
"my-server"
 os get lastbootuptime

LastBootUpTime

20101219141712.462006+060

```

El texto "LastBootUpTime" y el formato de hora son siempre los mismos, independientemente del idioma y la configuración regional que está ejecutando Windows.
WMI puede también ser usado con lenguaje de programación como VBScript o Powershell.
Nota: "LastBootUpTime" en español significa "Hora del último arranque." Como en el caso del comando Systeminfo, si el equipo estuvo en hibernación, en  Windows 7 el valor informado es el horario de arranque sumado al tiempo de hibernacion, lo que convierte el resultado en confuso. Se ha reportado desde al menos 2009

### Linux

#### Usando el comando "uptime"
Los usuarios de Linux pueden utilizar el comando "uptime" desde la terminal, lo que también le mostrará, los usuarios que se encuentran en línea, el promedio de carga de la máquina/servidor en un intervalo de 1, 5 y 15 minutos:
```
$ 
uptime

 05:00:16 up 13:16,  1 user,  load average: 0.45, 0.42, 0.55

```

#### Usando el comando "/proc/uptime"
Muestra el tiempo que el sistema ha estado encendido desde la última vez que ha sido reiniciado:
```
$ 
cat
 
/proc/uptime

  47947.15 117788.74

```

El primer número es el número total de segundos que el sistema ha estado en funcionamiento. El segundo número, es la cantidad de tiempo que la máquina ha estado inactiva en segundos.
En algunos sistemas Linux el segundo número es la suma del tiempo de inactividad acumulada por cada CPU del mismo.